# Maria Teresa Poniatowska
Maria Teresa Poniatowska   (Viena, 28 de novembre de 1760 - Tours, 2 de novembre de 1834) Dama de l'Ordre Creu de l'Orde maltès [1] .
Va néixer com a primera filla del tinent general al servei de l'austríac i txec Andrzej Poniatowski (després príncep de la corona txeca) i de la comtessa Theresa Kinsky von Wchinitz und Tettau. L'emperadriu Maria Teresa la va guardar per batejar-se. El seu germà era el príncep Józef Poniatowski.
Quan tenia tretze anys, el seu pare va morir de tuberculosi, cosa que va fer que el seu avi Estanislau August prengués la seva tutela. Mentre vivia a Viena, va morir malalta a l'edat de setze anys, a causa de la qual se li va extirpar el globus ocular. Quan tenia divuit anys, d'acord amb la voluntat de Estanislau August, es va casar amb Wincenty Tyszkiewicz de l'escut de Leliwa, comte a Łohojsk i Świsłocz, el gran referèndum lituà. El matrimoni no va tenir èxit, així que aviat va deixar el seu marit.
Durant 30 anys, des del 1807, el ministre d'Afers Exteriors francès Talleyrand va estar estretament relacionat amb ella.